# Gangwalden
Gangwalden ist ein Gemeindeteil von Kettershausen, einer Gemeinde im Landkreis Unterallgäu im bayerischen Regierungsbezirk Schwaben.
Die Einöde, die zum Pfarrdorf Tafertshofen gehört, liegt nördlich des Hauptortes Kettershausen. Östlich des Ortes fließt die Günz und liegt der 34,7 ha große Oberrieder Weiher, ein grundwassergespeister Baggersee, südwestlich erstreckt sich das rund 44 ha große Naturschutzgebiet Kettershausener Ried.

## Bauwerke
In der Liste der Baudenkmäler in Kettershausen ist für Gangwalden kein Baudenkmal aufgeführt.